# High Commissioner of the United Kingdom to New Zealand

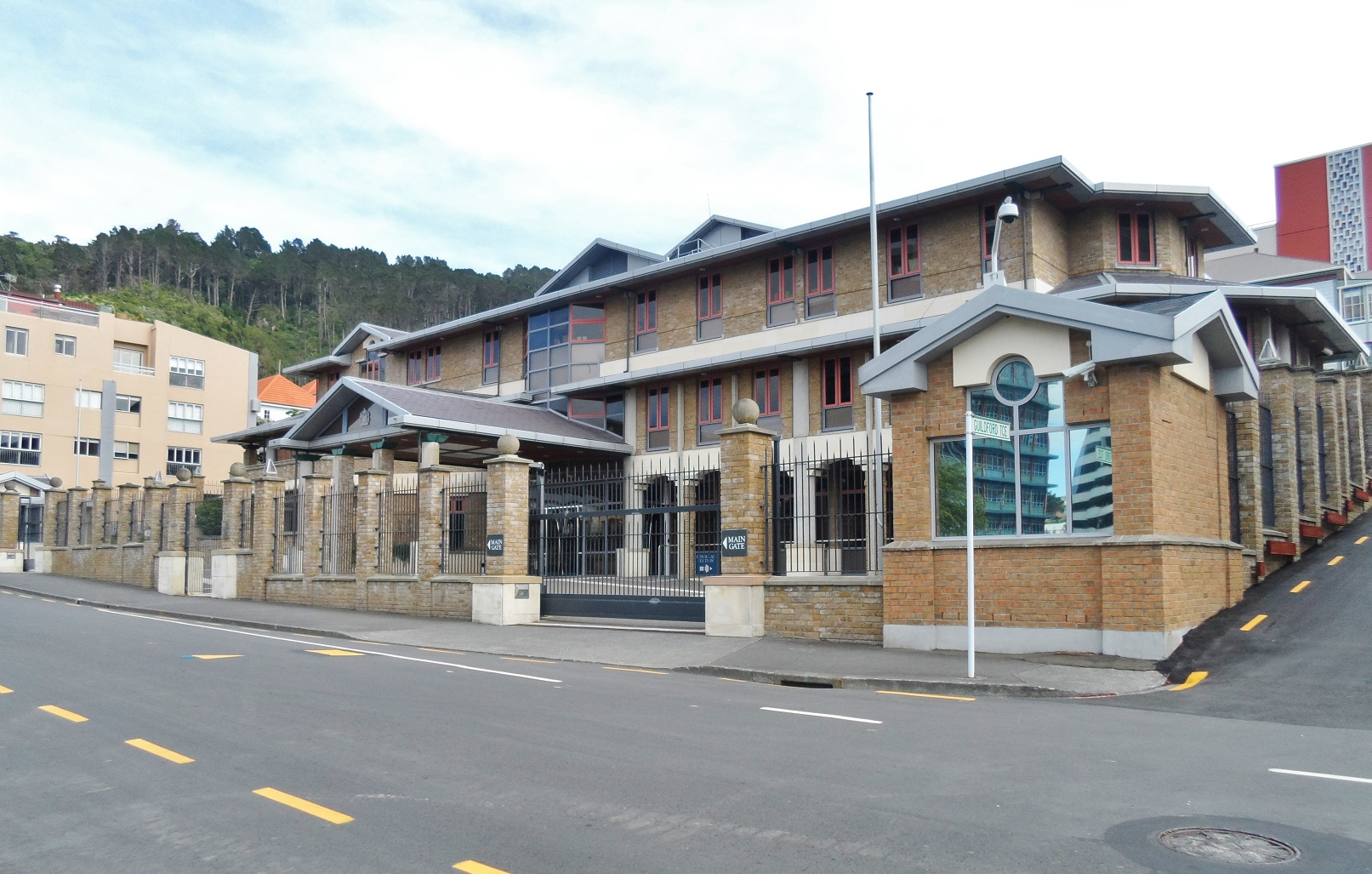
Die British High Commission in Wellington.

Der High Commissioner of the United Kingdom to New Zealand (dt.: „Hochkommissar des Vereinigten Königreichs in Neuseeland“) ist der höchste diplomatische Vertreter von Großbritannien in Neuseeland im System des Commonwealth. Er leitet die Auslandsvertretung (diplomatic mission) in Neuseeland. Da das Vereinigte Königreich und Neuseeland Mitgliedsstaaten des Commonwealth of Nations sind, bestehen diplomatischen Beziehungen auf Regierungsebene anstatt zwischen Staatsoberhäuptern. Daher tauschen die Länder High Commissioners statt Botschaftern aus.
Der British High Commissioner in Neuseeland ist zusätzlich der Non-Resident Governor (Gouverneur) der Pitcairn, Henderson, Ducie und Oeno Islands, eines Britischen Überseegebiets und war früher auch der Non-Resident High Commissioner des Independent State of Samoa. Außer der High Commission in Wellington, unterhält die britische Regierung auch ein Generalkonsulat in Auckland.

## High Commissioners
Die British High Commission in Neuseeland besteht seit 1939:
- 1939–1945: Sir Harry Batterbee
- 1945–1949: Sir Patrick Duff
- 1949–1953: Sir Roy Price
- 1953–1957: General Sir Geoffry Scoones
- 1957–1959: Sir George Mallaby
- 1959–1963: Sir Francis Cumming-Bruce
- 1969–1973: Sir Arthur Galsworthy
- 1973–1975: Sir David Aubrey Scott
- 1976–1980: Sir Harold Smedley
- 1980–1984: Sir Richard Stratton
- 1984–1987: Terence Daniel O’Leary
- 1987–1990: Robin Byatt
- 1990–1994: Sir David Moss
- 1994–1998: Robert Alston
- 1998–2001: Martin Williams
- 2001–2006: Richard Fell[3]
- 2006–2010: George Fergusson[4]
- 2010–2014: Victoria Treadell[5]
- 2014–2017: Jonathan Sinclair[6]
- 2018–2022: Laura Clarke[7]
- 2022– : Iona Thomas